# اتنوپوتیک
اتنوپوتیک (به انگلیسی: Ethnopoetics) یا قوم‌شناسی شعر روشی برای ضبط نسخه‌های متنی شعر شفاهی یا اجراهای روایی (یعنی افسانه‌های کلامی) است که از میان خطوط، ابیات و مصراع‌های شاعرانه (به‌جای متون منثور) استفاده می‌کند تا عناصر اجرای شاعرانه را به‌تصویر بکشد؛ در غیر این صورت در نوشتار عادی گم می‌شوند. هدف هر متن اتنوپوتیک نشان دادن این است که چگونه تکنیک‌های اجراهای شفاهی منحصربه‌فرد، ارزش زیبایی‌شناختی اجراهایشان را در زمینه‌های فرهنگی خاص آن فرهنگ افزایش می‌دهد. مشارکت‌کنندگان عمده در نظریه اتنوپوتیک عبارتند از جروم روتنبرگ، دنیس تدلاک و دل هایمز. اتنوپوتیک زیرشاخه‌ای از قوم‌شناسی، مردم‌شناسی، فولکلورشناسی، سبک‌شناسی، زبان‌شناسی، ادبیات و مطالعات ترجمه در نظر گرفته می‌شود.

## لزوم اتنوپوتیک: روتنبرگ
جروم روتنبرگ در دهه ۱۹۶۰ واژه اتنوپوتیک را ابداع کرد. به گفته کاترین اس. کوئیک، روتنبرگ تشخیص داده بود که «اکثر ترجمه‌های سنت‌های شفاهی بومیان آمریکا… نتوانست قدرت و زیبایی اجراهای شفاهی را در نوشتار به تصویر بکشد، به‌ویژه زمانی که «سبک‌های شعری غربی» بر این متون نوشتاری تحمیل شدند (۱۹۹۹، ۹۶). تأثیر روتنبرگ باعث افزایش آگاهی عمومی نسبت به روایت‌های غنی و سنت‌های شعری فرهنگ‌ها در سراسر جهان شده است.

## نظریه اتنوپوتیک: تدلاک و هایمز
توسعه اتنوپوتیک به‌عنوان یک زیرشاخه مطالعاتی جداگانه، عمدتاً از اواسط قرن بیستم توسط انسان‌شناسان و زبان‌شناسانی مانند دنیس تدلاک و دل هایمز آغاز شد. هم تدلاک و هم هایمز از تحلیل اتنوپوتیک برای بازگشت عدالت به غنای هنری هنر کلامی بومیان آمریکا استفاده کردند، و درحالی‌که در برخی جزئیات تحلیلی اختلاف نظر دارند، در مورد مسائل و اهداف اساسی اتنوپوتیک اتفاق نظر دارند.

### دنیس تدلاک
دنیس تدلاک استدلال می‌کند که نه تنها مکث‌ها در اجراهای شفاهی نشان می‌دهد که در کجای متون نوشتاری باید گسست خط‌های شاعرانه اتفاق بیفتد، که او آن را با موسیقی متن مقایسه می‌کند، بلکه کلمات روی صفحه باید طوری قالب‌بندی شوند که کیفیت‌های ظریف‌تر را منعکس کنند. تدلاک دیدگاه خود در مورد استفاده گفتار در اجراهای شفاهی را این‌گونه توضیح می‌دهد:
یک متن از یک قومیت، نه تنها کلمات را در نظر می‌گیرد، بلکه سکوت‌ها، تغییرات بلندی و لحن صدا، تولید جلوه‌های صوتی، و استفاده از ژست‌ها را در نظر می‌گیرد… اتنوپوتیک به سمت خلاقیت اجرا بازمی‌ماند و برای ویژگی‌هایی که ممکن است کمیاب، منحصر به یک هنرمند یا مناسبتی باشد ارزش قائل است.
به عبارت دیگر، تدلاک استدلال می‌کند که با بازنمایی بصری ویژگی‌های اجرای شفاهی در متون نوشتاری، روش‌های اتنوپوتیک کیفیت‌های زیبایی‌شناختی اجرا را با دقت بیشتری نسبت به متن با قالب‌بندی یکنواخت در پاراگراف‌های منثور منتقل می‌کنند. خود تدلاک اتنوپوتیک را این‌گونه تعریف می‌کند: «شعری غیرمتمرکز، تلاشی برای شنیدن و خواندن اشعار دور دیگران، خارج از سنت [شعری] غربی که اکنون می‌شناسیم.»

### دل هایمز
دل هایمز معتقد است که حتی متون دیکته‌شده قبلی نیز الگوهای ساختاری قابل توجهی از تکرار شاعرانه را حفظ می‌کنند؛ که داستان‌نویسان «دلیل آن» هستند، و در اجرای شفاهی خود از مکث استفاده می‌کنند (۱۹۹۹، ۹۷–۹۸). نظریه‌های اتنوپوتیک هایمز بر تکرارها در دستور زبان و نحو متون رونویسی و ترجمه‌شده متمرکز هستند، که او پیشنهاد می‌کند هنوز قابل تحلیل و ترجمه هستند. برای مثال، بر اساس گفته‌های بار تولکن، فولکلورشناس، زیبایی و قدرت شاعرانه متون بومیان آمریکا مانند «افسانه خورشید» احیا شده است «زیرا یک فولکلور و زبان‌شناس متعهد مردم‌شناسی، دل هیمز، بخش زیادی از زندگی خود را وقف احیای یک متن نوشتاری خشک کرده است…هنگامی که هایمز «اسطوره خورشید» را دوباره ترجمه کرد، ابزارهای شاعرانه و سبکی را که در اجرای ضبط شده اصلی استفاده شده بود، اما در ترجمه قبلی این اسطوره توسط فرانتس بواس گم شده بود را بازیابی کرد.
اتنوپوتیک هایمز حول مفهومی از روایت‌ها می‌چرخد که اساساً بر حسب الگوهای رسمی و زیبایی‌شناختی - «شاعرانه» - سازماندهی می‌شوند، نه از نظر محتوا یا الگوهای موضوعی؛ بنابراین، روایت باید به‌عنوان شکلی از کنش، عملکرد در نظر گرفته شود، و معانی‌ای که تولید می‌کند، تأثیرات عملکرد است. روایات از این منظر، در سطرها و در گروه‌های خطی (آیه‌ها، مصراع‌ها) سازمان‌دهی می‌شوند و سازمان‌دهی خطوط در روایت‌ها نوعی الگوسازی ضمنی است که جلوه‌ای روایی ایجاد می‌کند… به عبارت دیگر، محتوا اثری از سازمان‌دهی رسمی یک روایت است: آنچه قرار است گفته شود از نحوه بیان آن پدیدار می‌شود. (بلومارت ۲۰۰۷، ۲۱۶)
همچنین، درک زبان مادری نقالان شفاهی برای ترجمه دقیق و قومی شاعرانه کلمات آن‌ها به متون نوشتاری ضروری است. برای مثال، بار تولکن توضیح می‌دهد که «دانش هایمز از زبان‌های چینوکانی موجود» به او کمک کرد تا «به ابزارهای سبکی توجه کند، که کنش‌ها و مضامین خاص و حتی سبک‌های اجرا را برجسته می‌کردند و صحنه‌ها را در کانون توجه قرار می‌دادند» (۲۰۰۳، ۱۲۲). به عبارت دیگر، هایمز بدون دانش از زبان مادری نقالان شفاهی نمی‌توانست ترجمه اتنوپوتیک خود از «افسانه خورشید» را در چارچوب فرهنگی خاص بومیان آمریکا قرار دهد.

## اتنوپوتیک: حرکت زیبایی‌شناختی یا رشته دانشگاهی؟
می‌توان گفت که نویسندگان و شاعران مختلف دیگری به‌عنوان یک جنبش زیباشناختی در حوزه اتنوپوتیک سهیم بوده‌اند. برای مثال، تریستان تزارا نقاشی‌خط ایجاد کرد و ویلیام برایت با قبیله کاروک برای حفظ زبان مادری آن‌ها کار کرد. با این حال، قوم‌شناسی در حوزه‌های زبان‌شناسی، فولکلوریسم و مردم‌شناسی به روشی خاص برای تحلیل ویژگی‌های زبانی و ساختارهای نحوی ادبیات شفاهی (مانند شعر، اسطوره‌ها، روایات، داستان‌های عامیانه، سخنرانی‌های آیینی و غیره) اشاره دارد؛ که به الگوهای شعری در گفتار توجه دارند؛ بنابراین، در مجموع، روش‌ها و نظریه‌های اتنوپوتیک تلاش می‌کنند تا عناصر زیبایی‌شناختی منحصربه‌فرد شعر شفاهی و سنت‌های اجرای روایی فرهنگ‌های فردی، یا آنچه را که فولکلوریست‌ها آن را فرهنگ کلامی خود می‌خوانند، در صفحه نوشتاری به‌تصویر بکشند. استیو ریس تلاش کرده است تصور کند که چگونه فولکلورنویسانی مانند دنیس تدلاک یا الیزابت فاین، اگر به یک گردهمایی اجتماعی قرن هشتم پیش از میلاد در ایونیا منتقل شوند، جایی که هومر در حال اجرای نسخه‌ای از ادیسه بود، آن اجرای شفاهی را به‌شکل متنی بازنویسی می‌کند. این تمرین کاملاً فرضی نیست: ادیسه هومر به هر حال در مقطعی از تاریخ نوشته شده است. در غیر این صورت زنده نمی‌ماند.